# Alesis Digital Audio Tape

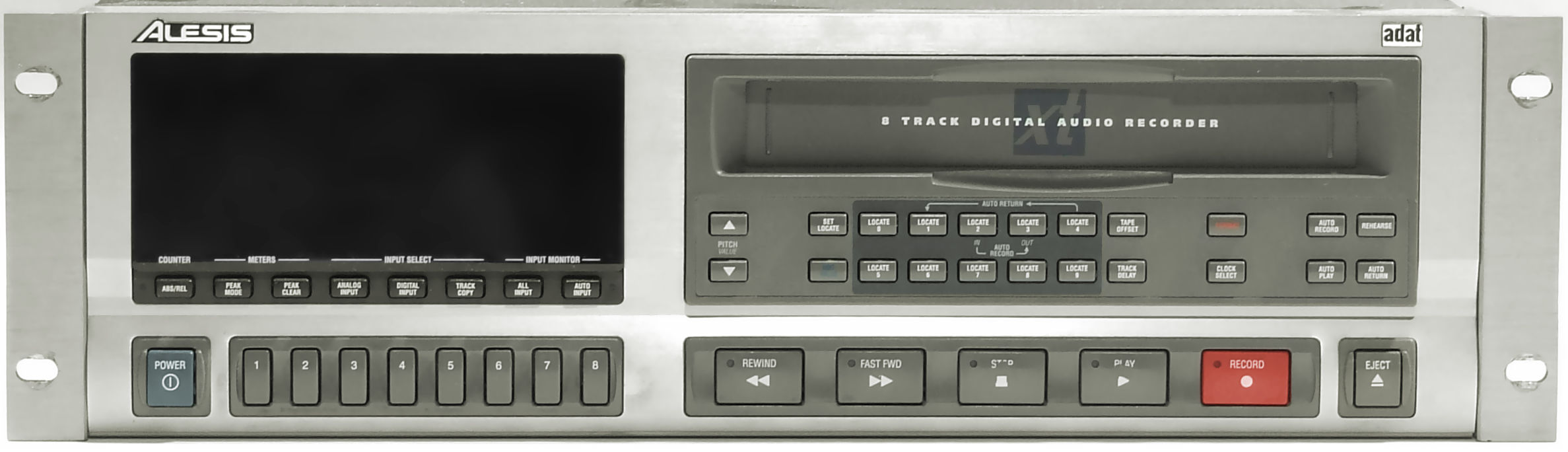
Ein ADAT XT 8-Kanal Digital-Audiorecorder

Das Alesis Digital Audio Tape oder ADAT (eng. Alesis digitales Tonband) wurde 1992 von Alesis Corp.  eingeführt. ADAT ist eine Marke der Alesis Corp. Zum einen versteht man darunter das Aufnahmesystem, das es ermöglicht, Audiosignale digital auf S-VHS-Kassetten aufzunehmen und zum anderen die Audioschnittstelle zur Übertragung von Audiosignalen mittels Lichtleiterkabel („ADAT Lightpipe“).

## Verwendung

### Aufnahmesystem
Im Allgemeinen verfügt das ADAT-Band (bzw. das S-VHS Band) über acht Spuren, welche beliebig oft überspielt werden können, und das praktisch ohne Audio-Qualität zu verlieren, zumindest so lange, bis das Band durch das mechanisch durchaus problematische Schrägspur-Aufzeichnungsverfahren soweit abgenutzt ist, dass auch die implementierte Fehlerkorrektur nicht mehr ausreicht, um das Original zu rekonstruieren.
ADAT war in den 1990er Jahren in semiprofessionellen Anwendungen und Homerecording-Studios sehr weit verbreitet, da es dieses Format erstmals möglich machte, auch mit geringem Budget digitale Mehrspuraufnahmen durchzuführen – bei Verkopplung mehrerer Geräte auch durchaus mit mehr als acht Spuren. Mit drei ADAT-Geräten und zwei ADAT-Sync-Kabeln dazwischen kommt man bereits auf 24 Spuren und lag damit – was die Spurenzahl betrifft – bereits im Bereich professioneller Studios. Das System sollte es  ermöglichen, bis zu 16 ADAT-Recorder zu einem System mit insgesamt 128 Spuren absolut phasensynchron zu verbinden.
Grundlegender Schwachpunkt ist auf jeden Fall die prinzipbedingte Verwendung eines bandgestützten und damit linearen Systems. Damit verbundene Nachteile sind vor allem mechanischer Verschleiß und Umspulzeiten. Außerdem können Schrägspurbänder natürlich nicht direkt bearbeitet – geschnitten – werden. Aus diesen Gründen wurden die Band-basierten ADAT-Recorder-Systeme fast völlig von nichtlinearen Computer-basierenden Harddisc-Recording-Systemen verdrängt, die gleichzeitig eine Vielzahl von Spuren aufzeichnen und speichern können – bei deutlich geringeren Anschaffungskosten.
ADAT-Recorder, die derzeit (2015) recht preiswert als Gebrauchtgeräte gehandelt werden, können Musikern aber auch heute noch gute Dienste leisten, wenn man sich nicht allein auf die Verwendung von Software verlegen möchte. So können ADAT-Recorder als parallele Instanz verwendet werden, um gegen Computerabstürze gewappnet zu sein, und sie z. B. als Mixdown-Medium benutzen. Die Geräte werden dabei digital an das Aufnahmesystem angeschlossen und können mittels SMPTE-Timecode mit dem Audio Sequencer/virtuellen Studio synchronisiert werden, sowie nahtlos in modernste Studio-Setups integriert werden, oder auch als D/A-Wandler dienen.
Die Analogqualität der Aufnahmeeinheit ist selbst bei 20-Bit-Systemen nach wie vor den einfachen Computersoundkarten und USB-Recordingsystemen deutlich überlegen, da hochwertige Analogeingangs- und Ausgangsstufen und professionelle Anschlüsse verbaut sind. Daher ist ADAT durchaus eine klanglich hochwertige und erschwingliche Alternative, bei der die Handhabung sehr an klassische Tonbandgeräte erinnert und wohl jedem Interessierten innerhalb kürzester Zeit möglich sein sollte. Beim Gebrauchtkauf sollte man allerdings darauf achten, dass die Tonköpfe nicht zu viele Betriebsstunden aufweisen. Der Verschleiß ist hier tatsächlich (ähnlich VHS-Recordern) relativ hoch.
ADAT-Geräte werden heute kaum noch eingesetzt.

### Audioschnittstelle

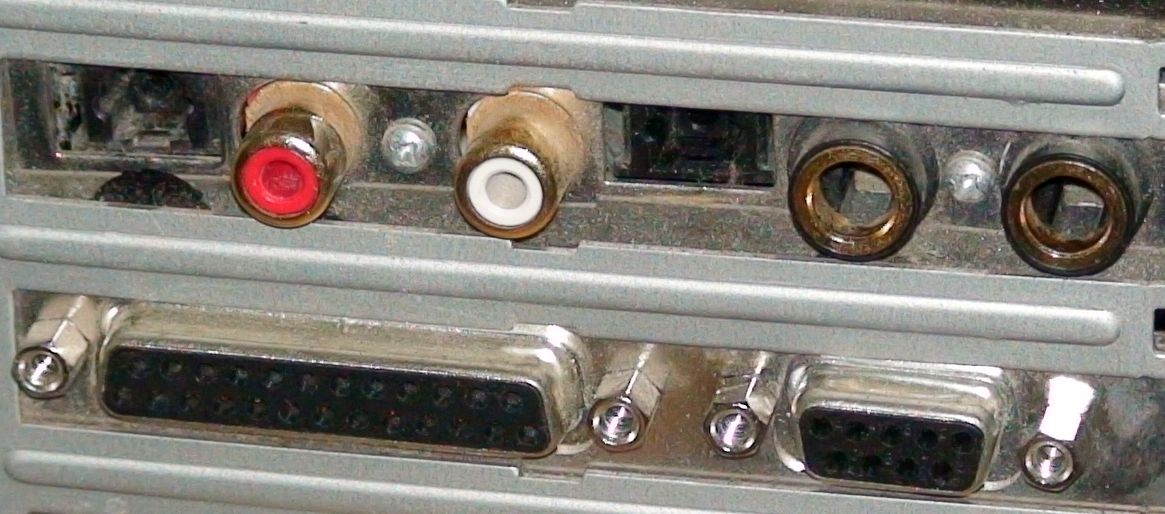
Computer Audio Interface mit ADAT IN (o.l.)

Die damals gleichzeitig eingeführte ADAT-Schnittstelle zur Übertragung digitaler Audiosignale via Lichtwellenleiter erlangte rasch große Popularität und wurde in kleinen und mittelgroßen Tonstudios der Standard für mehrkanalige, digitale Audioübertragung. Die ADAT-Schnittstelle war schon Ende der 1990er in einer Reihe von PC-Recording-Karten verfügbar. Mitverantwortlich dafür war auch die in einigen Alesis-Synthesizern und -keyboards verfügbare ADAT-Schnittstelle mit der – anders als bei vielen anderen Synthesizern dieser Zeit – mehrkanalige digitale Signale ausgegeben werden konnten.
Das ursprüngliche ADAT-Format hat acht digitale Tonspuren und benutzte S-VHS-Kassetten. Die Abtastrate betrug 48 kHz, die Sampletiefe 16 Bit bei linearer Quantisierung. Die ADAT-Schnittstelle selbst überträgt Audiodaten aber mit einer Sampletiefe von 24 Bit. Für die Übertragung der acht Datenkanäle benutzt das ADAT-System die optische Übertragung über TOSlink.
Audiodaten mit Abtastraten höher als 48 kHz können mit dem S/MUX-Protokoll (Sample-Multiplexing) übertragen werden: Das S/MUX-Protokoll fragmentiert Datenströme mit höheren Abtastraten und multiplext sie auf mehrere ADAT-Kanäle. Ein Audiosignal mit einer Abtastrate von 96 kHz wird mittels S/MUX auf zwei ADAT-Kanäle aufgeteilt.  Dadurch reduziert sich bei Sampleraten bis zu 96 kHz die Anzahl der möglichen Kanäle auf 4, bzw. bei 192 kHz auf 2. Bei den aktuell (2014) genutzten Studiosetups mit 192 kHz ergibt sich damit ein Stereokanal je Lichtwellenleiter. Ausgleichend lassen sich die Lichtwellenleiter kaskadieren („parallel schalten“), um wieder die ursprüngliche Kanalzahl zu erreichen.
Man findet ADAT-Schnittstellen herstellerübergreifend an Audiowandlern, digitalen Mischpulten, Effektgeräten und Soundkarten. Bei multifunktionellen Recording-Karten für Computer ist die ADAT-Schnittstelle oft mit der optischen S/PDIF-Schnittstelle kombiniert.